# Thomas Buergenthal
 (février 2013).
Si vous disposez d'ouvrages ou d'articles de référence ou si vous connaissez des sites web de qualité traitant du thème abordé ici, merci de compléter l'article en donnant les références utiles à sa vérifiabilité et en les liant à la section « Notes et références ».
Thomas Buergenthal, né le 11 mai 1934 L'Ubochna et mort le 29 mai 2023, est un ancien juge de la Cour internationale de justice, un auteur et un universitaire américain spécialisé dans le droit international public.

## Biographie
Thomas Buergenthal est né le 11 mai 1934, à Ľubochňa, en Tchécoslovaquie, aujourd'hui en Slovaquie. Ses parents, des juifs allemands et polonais se sont installés dans ce pays peu avant l'arrivée d'Hitler au pouvoir. Son père a quitté son métier de banquier pour acheter un petit hôtel dans cette ville, située dans la partie slovaque du jeune État.  En septembre 1938, après les accords de Munich, la Slovaquie devient un État indépendant fasciste et pro-nazi. Le régime confisque les biens des juifs. Après avoir perdu leur hôtel, la famille fuit pour la Pologne. De là, elle espère obtenir des visas pour l'Angleterre. Le 1er septembre 1939, elle prend le train en direction d'un bateau qui doit les emmener en Angleterre. Mais l'armée allemande envahit la Pologne ce jour-là, le train est bombardé. Les Buergenthal se réfugient à Kielce.
À Kielce, Thomas et ses parents sont enfermés dans le ghetto puis dans un camp de travail. Au début août 1944, ils sont déportés à Auschwitz-Birkenau. Séparé de sa mère, et, bientôt, de son père, Thomas Buergenthal échappe à la sélection à l'entrée du camp. Il devient le matricule B-2930. Rester vivant constitue pour l'enfant qu'il est « un jeu auquel (il) jouai(t) contre Hitler, les SS et la machine à tuer des nazis ». En janvier 1945, commencent pour le jeune garçon (il a onze ans et demi), les terrifiantes marches de la mort. Le premier jour, il marche pendant dix heures. Les retardataires sont fusillés. « Deux garcons et moi-même avons inventé un moyen de nous reposer tout en marchant: nous irions, en courant, jusqu'à la tête de la colonne et ensuite, nous marcherions lentement ou nous nous arrêterions jusqu'à ce que l'arrière de la colonne nous rejoigne. ». La marche dure trois jours. Seuls trois enfants y ont survécu. Il est ensuite transféré par train à Sachsenhausen, d'où il est libéré en avril 1945 par les troupes soviétiques.
Après la Libération, il est confié à un orphelinat. Quand, en 1946, sa mère, qui a survécu à Ravensbrück, le retrouve enfin, il n'est plus question de prendre sur lui : « Je pouvais désormais redevenir un enfant ». Son père, lui, est mort le 15 janvier 1945 à Buchenwald. En 1951, Thomas Buergenthal décide de poursuivre ses études aux États-Unis tout en ayant le projet, ensuite, de s'établir en Israël. « Il y avait quelque chose de romantique dans la perspective de rejoindre un kibboutz et d'aider à la construction d'un Etat juif (...). Je me disais qu'au moins je ne m'y sentirais pas "différent" et cette idée d'être à ma place, chez moi, quelque part, prenait de plus en plus d'importance dans mes réflexions sur mon avenir. »
A l'université, il se passionne pour le droit international, il devient juge à la Cour interaméricaine des droits de l'homme, et participe notamment à la commission des Nations unies pour la vérité au Salvador. Ce qu'il y voit, comme, plus tard, au Rwanda ou dans les Balkans, le bouleverse. Il s'interroge sur son travail : « Donnait-il un sens particulier à ma survie, ou était-ce le fait d'avoir survécu qui me poussait, peut-être même à mon insu, dans cette direction-là ? »
Il est aussi membre du Comité des droits de l'Homme des Nations unies entre 1995 et 1999.
Ses Mémoires littéraires sont aussi une méditation subtile sur le « sens de la survie » et l'idée d'être « à sa place ». Elles ont été traduites ou sont en cours de traduction dans 22 pays. Elles ont rencontré un énorme succès  en Allemagne, puis en Angleterre, aux États-Unis et en Australie.
Il meurt le 29 mai 2023.

## Œuvre
- L'Enfant de la chance, Mercure de France, 2010.